# Клюндерт
Клюндерт (нід. Klundert) — місто в нідерландській провінції Північний Брабант. Входить до муніципалітету Мурдейк.
Його площа становить 36,13 км², а населення станом на 2021 рік складало 5 885 осіб.
До 1997 року мало статус окремого муніципалітету.

## Галерея

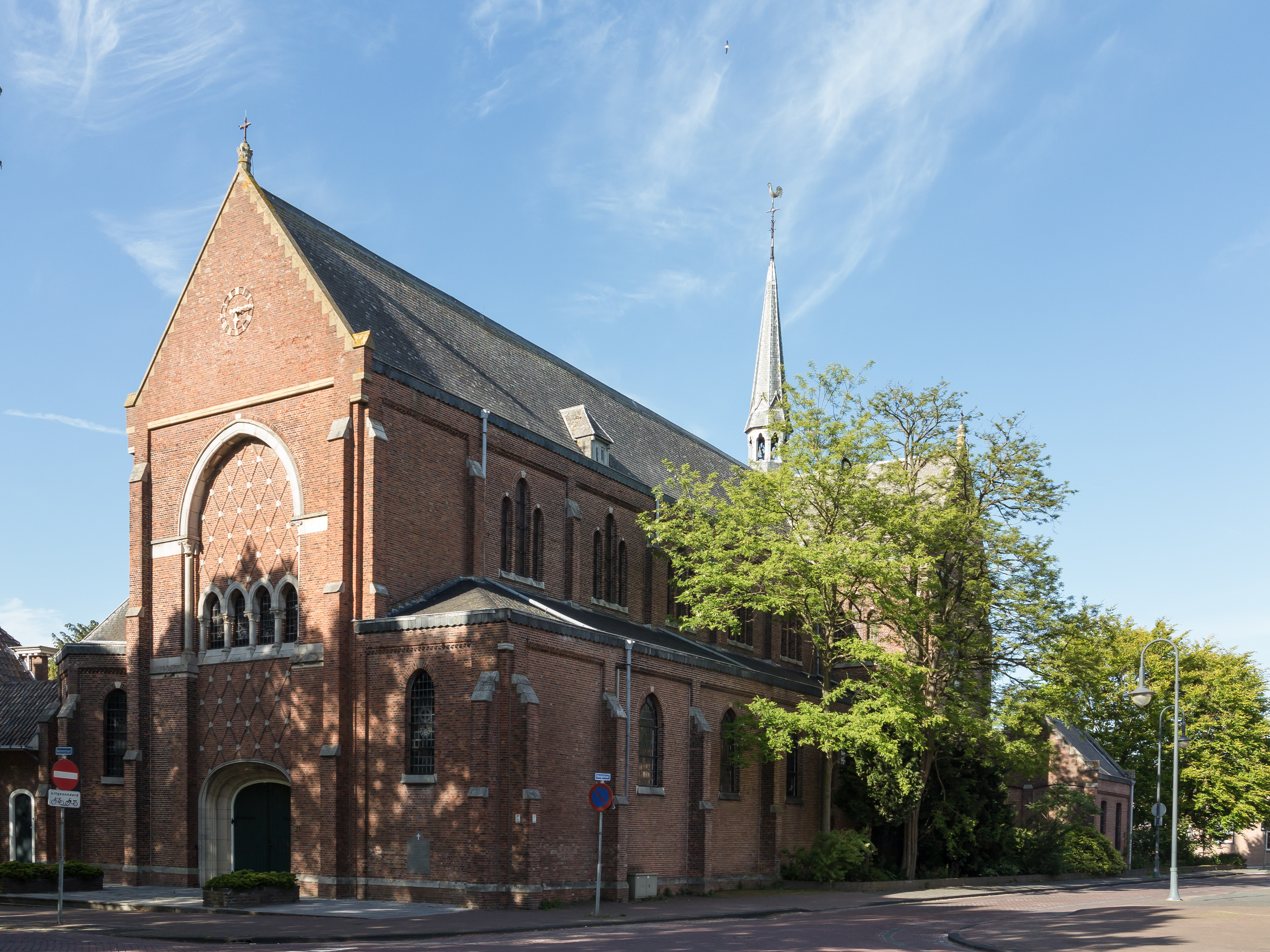
Церква в Клюндерті
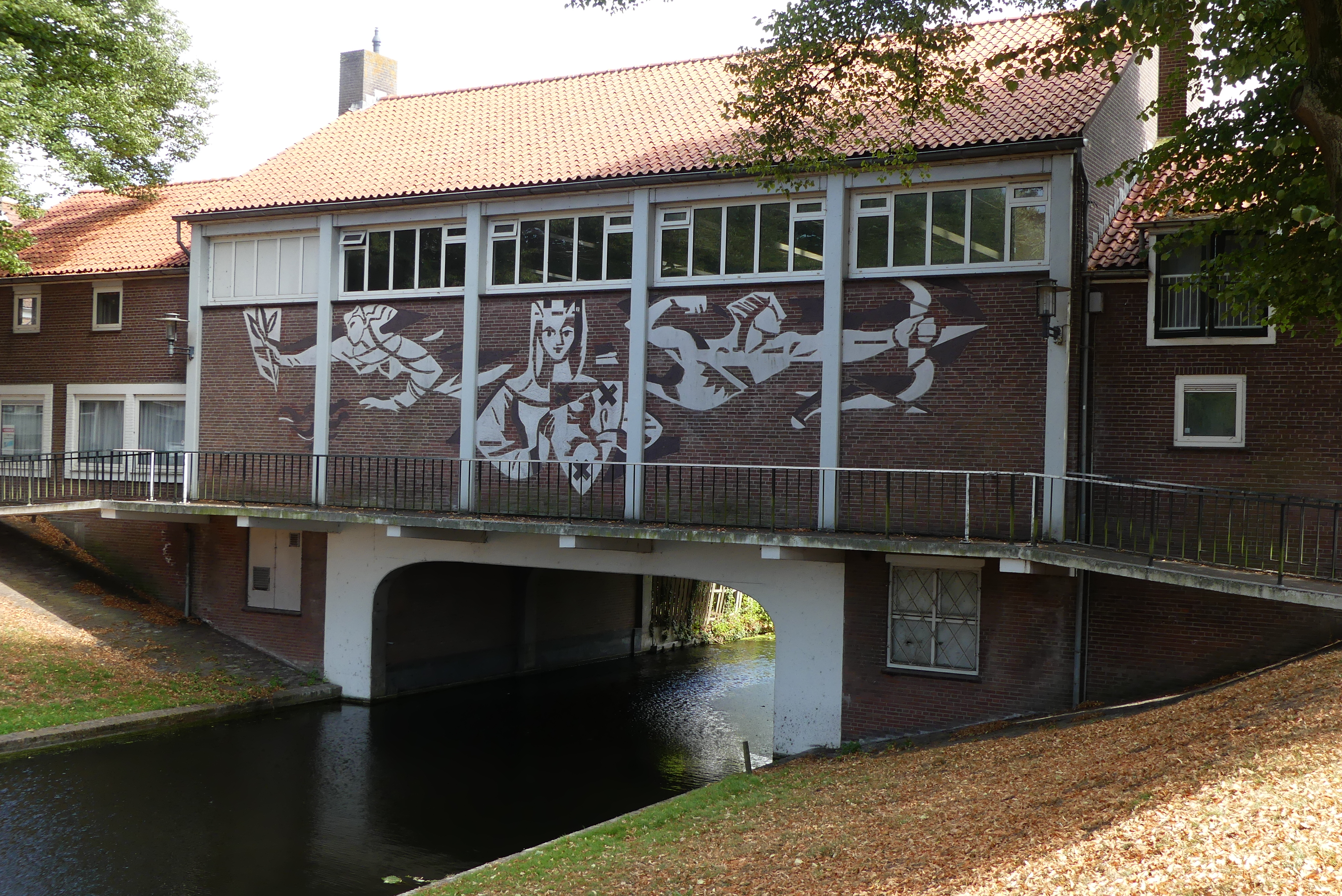
Будівля колишньої громадської лазні
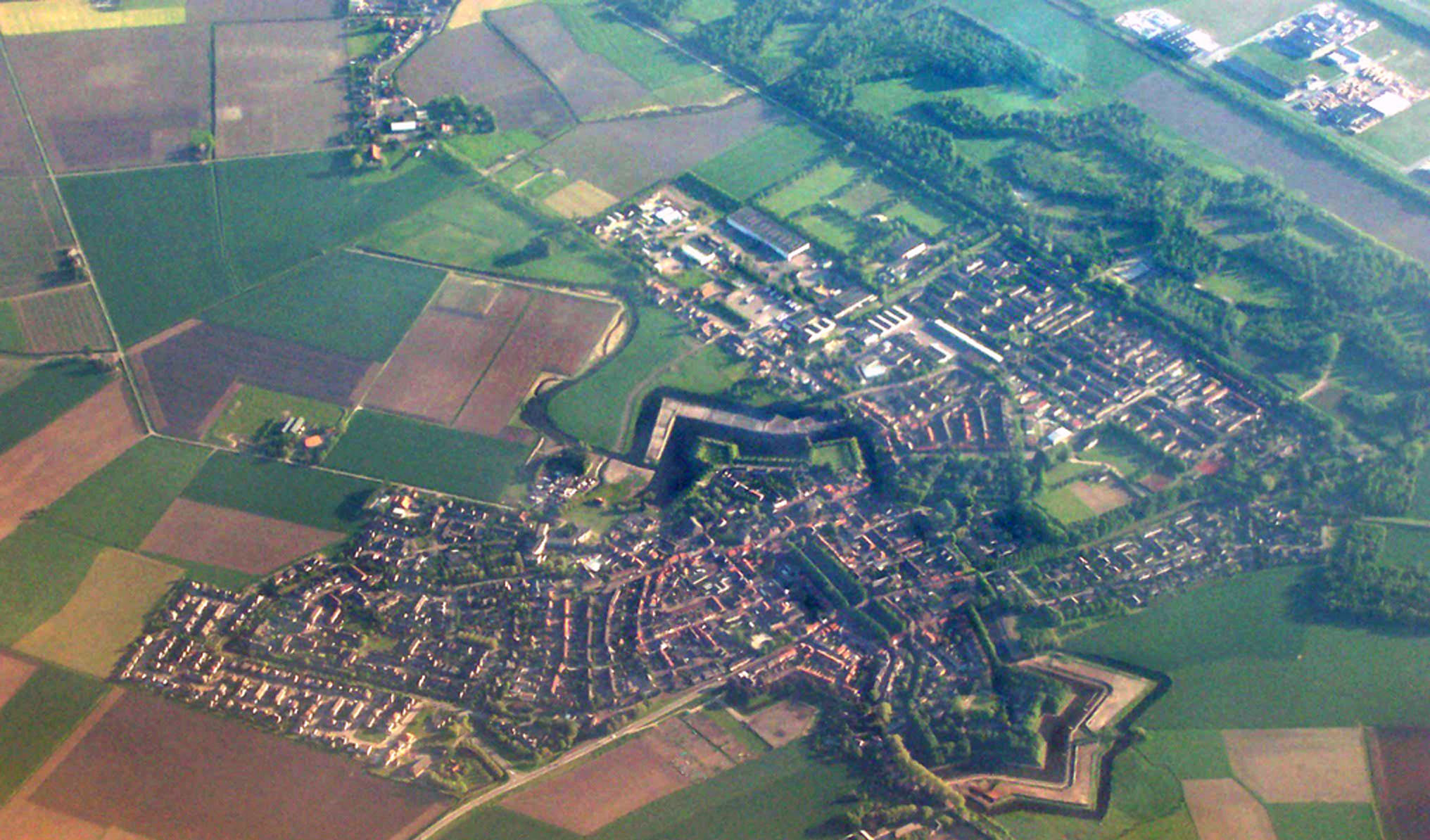
Місто з повітря
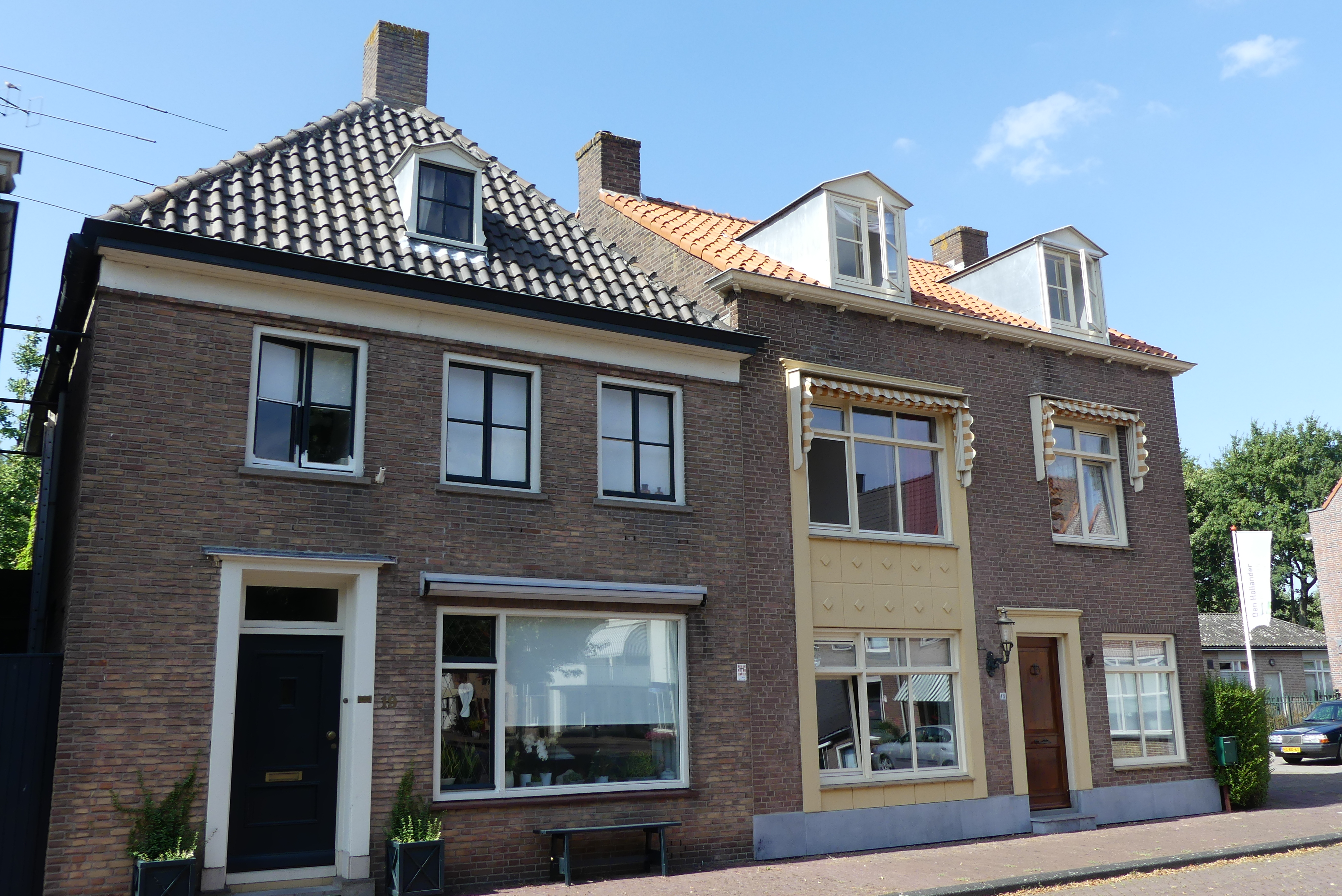
Забудова в Клюндерті